# Biblioteche civiche torinesi
Il Sistema bibliotecario urbano della Città di Torino, sotto la denominazione di Biblioteche civiche torinesi, riunisce diciassette biblioteche distribuite sul territorio cittadino e due biblioteche penitenziarie. A queste si aggiungono altri servizi di lettura e prestito, alcuni gestiti direttamente dal Sistema bibliotecario urbano presso uffici comunali e strutture pubbliche, altri presso enti e associazioni convenzionate con esso.

## Le sedi
- Biblioteca civica centrale
- Biblioteca musicale Andrea Della Corte
- Biblioteca civica Dietrich Bonhoeffer
- Biblioteca civica Italo Calvino
- Biblioteca civica Luigi Carluccio
- Biblioteca civica Cascina Marchesa
- Biblioteca civica Francesco Cognasso
- Punto prestito Gabriele D'Annunzio
- Biblioteca civica Falchera
- Biblioteca civica Alberto Geisser
- Biblioteca civica Primo Levi
- Mausoleo della Bela Rosin
- Biblioteca civica Mirafiori
- Biblioteca Civica Alessandro Passerin d'Entrèves (Cascina Giajone)
- Biblioteca civica Cesare Pavese
- Biblioteca civica Torino Centro
- Biblioteca civica Villa Amoretti